# René Durand
René Durand   (Espirà de l'Aglí, 16 d'abril de 1948) és un guionista de còmics rossellonès. També utilitza el pseudònim Gaby Sangar. És autor de diversos còmics de ciència-ficció. També és guionista i, des del 1977, juntament amb Georges Ramaïoli (dibuix), va publicar L'Indien français a la revista Circus abans de la seva publicació a forma d'àlbum.
Ha publicat un gran nombre de còmics en revistes especialitzades (com la Terre de la bombe, que aparegué a Le Canard Sauvage i a Circus; Mado et Maildur a Méfi i Ère Comprimée; i també publicà a Fiction, Okapi i Vécu), que posteriorment han estat recopilats en llibres.

## Obres
- Bonnes vacances Paris: le Dernier Terrain vague, 1978
- L'Indien français Grénoble: Glénat, 1978-1992 (8 volums)[3]
- La Terre de la bombe Grénoble: Glénat, 1979-1986 (5 volums)
- Les Dirigeables de l'Amazone Grénoble: Glénat, 1980-1982 (3 volums)
- Gaby Sangar Éventrations Grénoble: Glénat, 1980
- Ludine de Terrève Paris: Magnard, 1981
- Les Aventures de Mado et Maildur Enghien: Artefact, 1983-1984 (2 volums) (+1 àlbum inèdit)
- Foc Paris: Dargaud: 1984-1987; Toulon: Soleil Productions, 1990-1993 (4 volums)
- Ballon ovale Paris: Bayard, 1985[4]
- Le Nain rouge Panazol: Lavauzelle, 1985; Toulon: Soleil Productions, 1993 (3 volums)
- Opération Chisteras Grénoble: Glénat, 1985[5]
- Les Veines de l'Occident Grénoble: Glénat, 1985-1987 (2 volums), amb Frédéric Boilet
- Zoulouland Toulon: Soleil Productions, 1987, col·laboració en el primer volum de la sèrie; en la resta és esmentat com a "complicitat en la sèrie"
- Les Crocs de la Nive Biarritz: Lavielle, 1988
- Julie Belnana Toulon: les Presses du Midi, 1989
- La Crypte du souffle bleu Toulon: Soleil Productions, 1990-1993 (3 volums)
- La Geste vermeil Toulon: Soleil Productions, 1992
- Le Griffon Paris: Alpen, 1992
- Je suis le savant fou et ma maman est un requin Antony: L'astronaute mort, 1998
- Mayas Hyères: Daric, 2003-2009 (4 volums)